# ماساكي سوزوكي
ماساكي سوزوكي (باليابانية: 鈴木雅明؛ بالكانا: すずき まさあき) هو عازف الأرغن وملحن ياباني، ولد في 29 أبريل 1954 في كوبه في اليابان.

## وصلات خارجية
- ماساكي سوزوكي على موقع IMDb (الإنجليزية)
- ماساكي سوزوكي على موقع ميوزك برينز (الإنجليزية)
- ماساكي سوزوكي على موقع أول ميوزيك (الإنجليزية)
- ماساكي سوزوكي على موقع ديسكوغز (الإنجليزية)